# Pavetta finlaysoniana
Pavetta finlaysoniana är en måreväxtart som beskrevs av Nathaniel Wallich och Cornelis Eliza Bertus Bremekamp. Pavetta finlaysoniana ingår i släktet Pavetta och familjen måreväxter.
Artens utbredningsområde är Thailand. Inga underarter finns listade i Catalogue of Life.